# Hopkins County (Kentucky)
Hopkins County ist ein County im Bundesstaat Kentucky der Vereinigten Staaten. Das U.S. Census Bureau hat bei der Volkszählung 2020 eine Einwohnerzahl von 45.423 ermittelt.
Der Verwaltungssitz (County Seat) ist Madisonville, das nach Präsident James Madison benannt wurde.

## Geographie
Das County liegt im Westen von Kentucky, ist im Süden etwa 70 km von Tennessee, im Norden etwa 50 km von Indiana entfernt und hat eine Fläche von 1435 Quadratkilometern, wovon zehn Quadratkilometer Wasserfläche sind. Es grenzt im Uhrzeigersinn an folgende Countys: Webster County, McLean County, Muhlenberg County, Christian County und Caldwell County.

## Geschichte
Hopkins County wurde am 9. Dezember 1806 aus Teilen des Henderson County gebildet. Benannt wurde es nach Samuel Hopkins, einem General und Mitglied des Kongresses.
Insgesamt sind 32 Bauwerke und Stätten des Countys im National Register of Historic Places eingetragen (Stand 4. Oktober 2017).

## Demografische Daten
Nach der Volkszählung im Jahr 2000 lebten im Hopkins County 46.519 Menschen in 18.820 Haushalten und 13.399 Familien. Die Bevölkerungsdichte betrug 33 Einwohner pro Quadratkilometer. Ethnisch betrachtet setzte sich die Bevölkerung zusammen aus 92,02 Prozent Weißen, 6,21 Prozent Afroamerikanern, 0,19 Prozent amerikanischen Ureinwohnern, 0,34 Prozent Asiaten, 0,02 Prozent Bewohnern aus dem pazifischen Inselraum und 0,37 Prozent aus anderen ethnischen Gruppen; 0,86 Prozent stammten von zwei oder mehr Ethnien ab. 0,91 Prozent der Bevölkerung waren spanischer oder lateinamerikanischer Abstammung.
Von den 18.820 Haushalten hatten 31,6 Prozent Kinder und Jugendliche unter 18 Jahre, die bei ihnen lebten. 56,3 Prozent waren verheiratete, zusammenlebende Paare, 11,9 Prozent waren allein erziehende Mütter, 28,8 Prozent waren keine Familien, 25,8 Prozent waren Singlehaushalte und in 11,5 Prozent lebten Menschen im Alter von 65 Jahren oder darüber. Die Durchschnittshaushaltsgröße betrug 2,43 und die durchschnittliche Familiengröße lag bei 2,91 Personen.
Auf das gesamte County bezogen setzte sich die Bevölkerung zusammen aus 24,2 Prozent Einwohnern unter 18 Jahren, 8,3 Prozent zwischen 18 und 24 Jahren, 28,2 Prozent zwischen 25 und 44 Jahren, 24,6 Prozent zwischen 45 und 64 Jahren und 14,7 Prozent waren 65 Jahre alt oder darüber. Das Durchschnittsalter betrug 38 Jahre. Auf 100 weibliche Personen kamen 91,0 männliche Personen. Auf 100 Frauen im Alter von 18 Jahren alt oder darüber kamen statistisch 87,7 Männer.
Das jährliche Durchschnittseinkommen eines Haushalts betrug 30.868 USD, das Durchschnittseinkommen der Familien betrug 36.794 USD. Männer hatten ein Durchschnittseinkommen von 31.400 USD, Frauen 20.014 USD. Das Prokopfeinkommen betrug 17.382 USD. 13,6 Prozent der Familien und 16,5 Prozent der Bevölkerung lebten unterhalb der Armutsgrenze. Davon waren 24,4 Prozent Kinder oder Jugendliche unter 18 Jahre und 10,5 Prozent waren Menschen über 65 Jahre.

## Orte im County
- Anton
- Ashbyburg
- Barnsley
- Beulah
- Brentwood
- Charleston
- Coiltown
- Dalton
- Daniel Boone
- Dawson Springs
- Dozier Heights
- Earlington
- Fiddle Bow
- Fies
- Grapevine
- Hamby
- Hanson
- Hecla
- Ilsley
- Jewel City
- Kirkwood Springs
- Little Valley
- Madisonville
- Manitou
- Mannington
- Mitchell Hill
- Mortons Gap
- Mount Carmel
- Murphy Ford
- Nebo
- Nortonville
- Oak Hill
- Olney
- Oriole
- Pee Vee
- Rabbit Ridge
- Richland
- Saint Charles
- Sixth Vein
- Vandetta
- Veazey
- Victoria
- Wesco
- West Side Heights
- White Plains